# Michael Kessens
Michael Karim Kessens (* 16. Februar 1991 in Genf) ist ein deutscher Basketballspieler.

## Laufbahn
Kessens stammt von einer deutschen Mutter und einem somalischen Vater ab. Er wurde in Genf geboren und spielte als Jugendlicher zunächst Fußball, dann Basketball. Kessens lief für den Nachwuchs des BBC Nyon auf und wechselte 2009 in die Jugendabteilung des französischen Vereins Cholet Basket, wo er bis 2012 spielte.
Er ging 2012 in die Vereinigten Staaten, um zu studieren und seine Basketball-Laufbahn auf Universitätsniveau fortzusetzen. Nach einer Saison an der Longwood University im Bundesstaat Virginia kam er 2013 an die University of Alabama, musste in der Spielzeit 2013/14 aber aufgrund der Wechselbestimmungen der NCAA aussetzen. Zum Ende seiner Uni-Zeit in den USA trug er 2016/17 das Hemd der Mannschaft der Florida International University.
Im Juli 2017 unterschrieb er beim deutschen Erstligisten Eisbären Bremerhaven seinen ersten Vertrag als Berufsbasketballspieler. Im Laufe seines ersten Profijahres wurde Kessens in 32 Bundesliga-Spielen eingesetzt und verbuchte je Begegnung durchschnittlich 6,6 Punkte sowie 4,3 Rebounds. Im Sommer 2018 verließ er Bremerhaven, indem er eine Klausel nutzte, um aus seinem Vertrag auszusteigen. Er wechselte zum Bundesliga-Aufsteiger SC Rasta Vechta, wurde mit den Niedersachsen im Spieljahr 2018/19 Vierter der Hauptrunde und schied erst im Halbfinale aus. Kessens stand in seinen 30 Bundesliga-Einsätzen 24 Mal in der Anfangsaufstellung und verbuchte im Durchschnitt 7,3 Punkte sowie 4,4 Rebounds je Begegnung.
Im Sommer 2020 folgte ein abermaliger Wechsel innerhalb der Bundesliga, Kessens zog es zu den Skyliners Frankfurt. In 26 Bundesliga-Einsätzen für Frankfurt stand Kessens in der Saison 2020/21 immer in der Anfangsaufstellung, er erzielte 8,6 Punkte und 5,5 Rebounds (Mannschaftshöchstwert) je Begegnung. Anschließend zog es ihn zu den Telekom Baskets Bonn. Mit den Rheinländern gewann Kessens im Mai 2023 die Champions League. In der deutschen Meisterschaft wurde er mit Bonn Zweiter, Kessens verpasste im Juni 2023 die letzten beiden Endspiele gegen Ulm, da er im zweiten Spiel den Ulmer Bruno Caboclo zu Boden gestoßen und deshalb eine Sperre erhalten hatte.
Im Sommer 2023 folgte er dem Bonner Trainer Tuomas Iisalo zum französischen Erstligisten Paris Basketball, bei dem er dank seiner in Frankreich genossenen Basketballausbildung keinen Platz als ausländischer Spieler einnahm. Er errang mit Paris im Februar 2024 den französischen Ligapokal Leaders Cup. Im April 2024 gewann Kessens mit der Mannschaft ebenfalls den Eurocup. In der französischen Meisterschaft wurde er mit Paris 2024 Zweiter. Im Januar 2025 verließ Kessens, der Kapitän der Mannschaft war, den Verein wegen der geringen Einsatzzeit, die ihm seit dem Beginn der Saison 2024/25 in Paris zugestanden worden war. Er wechselte nach Deutschland zu Alba Berlin.
Nach dem Ende der Saison 2024/25 kehrte Kessens zu den Telekom Baskets Bonn zurück und unterzeichnete bei den Rheinländern einen Vertrag bis 2027.

### Nationalmannschaft
2011 gehörte Kessens zum erweiterten Aufgebot der deutschen U20-Nationalmannschaft, wurde kurz vor der Europameisterschaft in Spanien aber aus dem Kader gestrichen. Im November 2021 bestritt er in der WM-Qualifikation sein erstes A-Länderspiel für Deutschland.

## Erfolge und Auszeichnungen
- Champions-League-Sieger: 2023
- EuroCup-Sieger: 2024
- Sieger französischer Ligapokal: 2024